# Trentepohlia (Mongoma) vitrina
Trentepohlia (Mongoma) vitrina is een tweevleugelige uit de familie steltmuggen (Limoniidae). De soort komt voor in het Australaziatisch gebied.